# ヤリッツァ・アパリシオ
ヤリッツァ・アパリシオ・マルティネス（Yalitza Aparicio Martínez,  発音; 1993年12月11日 - ）は、メキシコの女優、教師である。アルフォンソ・キュアロンの2018年の映画『ROMA/ローマ』で女優デビューし、様々な賞にノミネートされた。

## 生い立ちと学歴
1993年12月11日にオアハカ州トラスコで生まれる。先住民族の両親を持ち、父はミシュテカ、母はトリケ族である。ミシュテカ語話者の多い地域で育ったが、話すのは得意でなく映画『ROMA/ローマ』のために習得したという。彼女は家政婦として働くシングルマザーによって育てられた。幼児教育の学位を取得している。

## キャリア
アパリシオは演技の訓練を積んでおらず、『ROMA/ローマ』にキャスティングされる前は保育学校を修了していた。

## 受賞歴
『ROMA/ローマ』に出演した彼女はシカゴ映画批評家協会賞、放送映画批評家協会賞、ハリウッド映画賞、ゴッサム賞、サンフランシスコ映画批評家協会賞、サテライト賞、女性映画批評家協会賞の女優賞にノミネートされ、また『タイム』や『ニューヨーク・タイムズ』の年間ベスト演技に選ばれた。

## フィルモグラフィ
- ROMA/ローマ Roma (2018)
- Love is Blind (2019)